# 2024年夏季残疾人奥林匹克运动会马术比赛
2024年夏季残疾人奥林匹克运动会马术比赛将于2024年9月3日至7日在巴黎凡尔赛宫举行。比赛共设11个小项，均不限男女。 

## 比赛分级
残疾人马术比赛共分为五个级别，等级越低代表残障程度越高：
- I级：该级别运动员四肢及躯干均有严重残疾。通常需要使用轮椅。
- II级：该级别运动员躯干残疾程度严重，且上肢残疾程度轻微，或躯干、上肢、腿部残疾程度均为中等。通常需要使用轮椅。
- III级：该级别运动员下肢残疾程度严重，且躯干残疾程度轻微，或躯干、上肢、腿部残疾程度均为轻微。可能需要使用轮椅。
- IV级：该级别运动员上肢严重残疾或萎缩，或四肢中度残疾。B1级视觉障碍运动员也会被分到该级别。通常不需要使用轮椅。
- V级：该级别运动员有轻度的肌肉强度及活动障碍、一至两条肢体有残障。B2级视觉障碍运动员也会被分到该级别。

## 奖牌榜
*   主办国家/地区（法国）
| 排名                     | 国家 / 地区              | 金牌 | 銀牌 | 銅牌 | 总计 |
| ------------------------ | ------------------------ | ---- | ---- | ---- | ---- |
| 1                        | 美国（USA）              | 2    | 1    | 0    | 3    |
| 2                        | 拉脱维亚（LAT）          | 1    | 0    | 0    | 1    |
| 3                        | 丹麦（DEN）              | 0    | 1    | 0    | 1    |
| 3                        | 荷兰（NED）              | 0    | 1    | 0    | 1    |
| 5                        | 英国（GBR）              | 0    | 0    | 2    | 2    |
| 6                        | 意大利（ITA）            | 0    | 0    | 1    | 1    |
| 7                        | 法国（FRA）*             | 0    | 0    | 0    | 0    |
| 总计（共7个国家 / 地区） | 总计（共7个国家 / 地区） | 3    | 3    | 3    | 9    |

## 参赛资格
- 参赛运动员必须确认其运动分级状态或处于审核状态且其固定审核日期晚于2024年12月31日。
- 参赛运动员/马匹组合必须满足如下分数要求之一：
  - 在2022年1月1日至12月31日期间在国际马术联合会（英語：FEI）3星或以上级别残疾人马术比赛的个人或团体项目中取得至少1次64%及以上的分数；
  - 在2023年1月1日至2024年6月19日期间在FEI残疾人马术大奖赛锦标赛A（英語：Grand Prix Test A）或大奖赛锦标赛B（英語：Grand Prix Test B）中取得至少1次64%及以上的分数。
- 每个残奥国家/地区代表团（NPC）最多获得4个个人资格，即1个团体资格。

| 资格来源                                                           | 出线资格      | 出线名额                         | 个人                                                                                  | 团体                                               | 备注 |
| ------------------------------------------------------------------ | ------------- | -------------------------------- | ------------------------------------------------------------------------------------- | -------------------------------------------------- | --- |
| 主办国 · 2017年9月13日 · 秘魯利马                                  | 不適用        | 4个个人项目名额 1个团体项目名额  | 法国（4）                                                                             | 法国                                               | 任何空出的主办国名额将根据残奥团体排名重新分配。 如果主办国无法在分配日（2024年3月4日）前选定团体项目成员，则主办国最多仅可排出2名个人运动员，则空出的名额分配给残奥个人排名最高的运动员。 |
| 2022年世界马术锦标赛 · 2022年8月6日至14日 · 丹麦海宁               | 团体项目前7名 | 28个个人项目名额 7个团体项目名额 | 荷兰（4） · 丹麦（4） · 美国（4） · 英国（4） · 比利时（4） · 德国（4） · 意大利（4） | 荷兰 · 丹麦 · 美国 · 英国 · 比利时 · 德国 · 意大利 | 排名不算入主办国。 |
| 2023年欧洲马术盛装舞步赛锦标赛 · 2023年9月4日至10日 · 德国里森贝克 | 团体项目首名  | 4个个人项目名额 1个团体项目名额  | 瑞典（4）                                                                             | 瑞典                                               | 欧洲地区尚未通过2022年世界马术锦标赛获得团体资格的代表团可透过该赛事争取团体资格。 |
| 残奥马术团体排名区域分配 2023年1月1日至12月31日                    | 非洲区首名    | 16个个人项目名额 4个团体项目名额 | -                                                                                     | -                                                  | 如果一个大洲没有满足要求的队伍，则该大洲的团体排名区域资格将被分配至残奥团体排名中未通过以上途径获得残奥团体资格的排名最高的代表团。 |
| 残奥马术团体排名区域分配 2023年1月1日至12月31日                    | 亚洲区首名    | 16个个人项目名额 4个团体项目名额 | 新加坡（4）                                                                           | 新加坡                                             | 如果一个大洲没有满足要求的队伍，则该大洲的团体排名区域资格将被分配至残奥团体排名中未通过以上途径获得残奥团体资格的排名最高的代表团。 |
| 残奥马术团体排名区域分配 2023年1月1日至12月31日                    | 大洋洲区首名  | 16个个人项目名额 4个团体项目名额 | （4）                                                                                 |                                                    | 如果一个大洲没有满足要求的队伍，则该大洲的团体排名区域资格将被分配至残奥团体排名中未通过以上途径获得残奥团体资格的排名最高的代表团。 |
| 残奥马术团体排名区域分配 2023年1月1日至12月31日                    | 美洲区首名    | 16个个人项目名额 4个团体项目名额 | 加拿大（4）                                                                           | 加拿大                                             | 如果一个大洲没有满足要求的队伍，则该大洲的团体排名区域资格将被分配至残奥团体排名中未通过以上途径获得残奥团体资格的排名最高的代表团。 |
| 残奥马术团体排名区域分配 2023年1月1日至12月31日                    | 名额重新分配  | 16个个人项目名额 4个团体项目名额 | 爱尔兰（4）                                                                           | 爱尔兰                                             | 如果一个大洲没有满足要求的队伍，则该大洲的团体排名区域资格将被分配至残奥团体排名中未通过以上途径获得残奥团体资格的排名最高的代表团。 |
| 残奥马术团体排名 2023年12月31日                                    | 前2名         | 8个个人项目名额 2个团体项目名额  | 奥地利（4） · 挪威（4）                                                               | 奥地利 · 挪威                                      | 根据残奥团体排名分配给排名最高的2个未获名额代表团。 |
| 残奥马术个人区域排名分配 2023年12月31日                            | 非洲区前3名   | 15个个人项目名额                 | 南非 · - · -                                                                          | 不適用                                             | 只有未通过上述任何一种分配方式获得资格名额的代表团才有资格通过残奥个人区域排名分配方式获得资格名额。 每个大洲在残奥个人个人排名中位列区域前3的未获得残奥资格的运动员（无论参赛级别）将获得残奥资格，席位将直接授予运动员而不是代表团。 如果某个区域中没有符合资格的运动员，相关名额将分配给残奥马术个人排名中排名最高的运动员（无论地区）。 每个代表团最多通过该途径获得2个残奥个人资格。 |
| 残奥马术个人区域排名分配 2023年12月31日                            | 亚洲区前3名   | 15个个人项目名额                 | 中国香港 · 日本 · 日本                                                                | 不適用                                             | 只有未通过上述任何一种分配方式获得资格名额的代表团才有资格通过残奥个人区域排名分配方式获得资格名额。 每个大洲在残奥个人个人排名中位列区域前3的未获得残奥资格的运动员（无论参赛级别）将获得残奥资格，席位将直接授予运动员而不是代表团。 如果某个区域中没有符合资格的运动员，相关名额将分配给残奥马术个人排名中排名最高的运动员（无论地区）。 每个代表团最多通过该途径获得2个残奥个人资格。 |
| 残奥马术个人区域排名分配 2023年12月31日                            | 欧洲区前3名   | 15个个人项目名额                 | 拉脱维亚 · 波兰 · 芬兰                                                                | 不適用                                             | 只有未通过上述任何一种分配方式获得资格名额的代表团才有资格通过残奥个人区域排名分配方式获得资格名额。 每个大洲在残奥个人个人排名中位列区域前3的未获得残奥资格的运动员（无论参赛级别）将获得残奥资格，席位将直接授予运动员而不是代表团。 如果某个区域中没有符合资格的运动员，相关名额将分配给残奥马术个人排名中排名最高的运动员（无论地区）。 每个代表团最多通过该途径获得2个残奥个人资格。 |
| 残奥马术个人区域排名分配 2023年12月31日                            | 大洋洲区前3名 | 15个个人项目名额                 | -                                                                                     | 不適用                                             | 只有未通过上述任何一种分配方式获得资格名额的代表团才有资格通过残奥个人区域排名分配方式获得资格名额。 每个大洲在残奥个人个人排名中位列区域前3的未获得残奥资格的运动员（无论参赛级别）将获得残奥资格，席位将直接授予运动员而不是代表团。 如果某个区域中没有符合资格的运动员，相关名额将分配给残奥马术个人排名中排名最高的运动员（无论地区）。 每个代表团最多通过该途径获得2个残奥个人资格。 |
| 残奥马术个人区域排名分配 2023年12月31日                            | 美洲区前3名   | 15个个人项目名额                 | 巴西 · 巴西 · -                                                                       | 不適用                                             | 只有未通过上述任何一种分配方式获得资格名额的代表团才有资格通过残奥个人区域排名分配方式获得资格名额。 每个大洲在残奥个人个人排名中位列区域前3的未获得残奥资格的运动员（无论参赛级别）将获得残奥资格，席位将直接授予运动员而不是代表团。 如果某个区域中没有符合资格的运动员，相关名额将分配给残奥马术个人排名中排名最高的运动员（无论地区）。 每个代表团最多通过该途径获得2个残奥个人资格。 |
| 残奥马术个人区域排名分配 2023年12月31日                            | 名额重新分配  | 15个个人项目名额                 | 匈牙利 · 捷克 · 芬兰 · 斯洛伐克 · 瑞士 · 波兰                                         | 不適用                                             | 只有未通过上述任何一种分配方式获得资格名额的代表团才有资格通过残奥个人区域排名分配方式获得资格名额。 每个大洲在残奥个人个人排名中位列区域前3的未获得残奥资格的运动员（无论参赛级别）将获得残奥资格，席位将直接授予运动员而不是代表团。 如果某个区域中没有符合资格的运动员，相关名额将分配给残奥马术个人排名中排名最高的运动员（无论地区）。 每个代表团最多通过该途径获得2个残奥个人资格。 |
| 外卡 2024年3月18日                                                 | 不適用        | 3个个人项目名额                  | 沙特阿拉伯 · 新西兰 · 墨西哥                                                          | 不適用                                             | 申请外卡的代表团必须在2024年3月18日之前提交书面申请。 如果有未分配的外卡，剩余席位将分配给残奥马术个人排名上未获得残奥资格中排名第二高的运动员。 |
| 总计                                                               |               |                                  | 78                                                                                    | 15                                                 | |

## 奖牌得主
| 项目         | 分級   | 金牌 | 銀牌 | 銅牌 |
| ------------ | ------ | ---- | ---- | ---- |
| 个人锦标赛   | I      |      |      |      |
| 个人自选动作 | I      |      |      |      |
| 个人锦标赛   | II     |      |      |      |
| 个人自选动作 | II     |      |      |      |
| 个人锦标赛   | III    |      |      |      |
| 个人自选动作 | III    |      |      |      |
| 个人锦标赛   | IV     |      |      |      |
| 个人自选动作 | IV     |      |      |      |
| 个人锦标赛   | V      |      |      |      |
| 个人自选动作 | V      |      |      |      |
| 团体         | 公开级 |      |      |      |